# Tomas Erik von Post
Tomas (Tom) Erik von Post (Rejmyre, 8 de março de 1858 — Estocolmo, 30 de abril de 1912) foi um botânico e curador sueco.

## Biografia
Tom von Post foi filho do professor Hampus von Post, de Ultuna, e de Beata von Post. Iniciou os seus estudos em Upsala no ano de 1880. No ano seguinte começou a trabalhar com um viveirista, passando a dirigir a instalação como director entre 1887 a 1912.

## Publicações
Entre estas obras, é autor de:
- Post, TE; H Lindström, 1906. Om odling af medicinalväxter (O cultivo de plantas medicinais).
- Post, TE; O Kuntze. 1903. Lexicon generum phanerogamarum inde ab anno MDCCXXXVII :cum nomenclatura legitima internationali et systemate inter recentia medio; Opus revisum et auctum ab Otto Kuntze. Ed. Stuttgart : Deutsche verlags-anstalt acesso grátis 70 MB PDF. xlviii + 714 pp.